# Dachverband der Sozialversicherungsträger

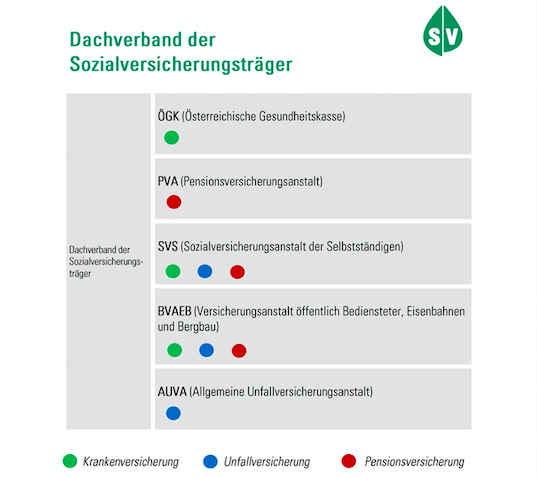
Struktur des Dachverbandes

Der Dachverband der Sozialversicherungsträger ist die Dachorganisation der gesetzlichen Kranken-, Unfall- und Pensionsversicherungen Österreichs. Er repräsentiert und koordiniert die Interessen und Tätigkeiten der fünf österreichischen Sozialversicherungsträger:
- Österreichische Gesundheitskasse (ÖGK): Krankenversicherung
- Pensionsversicherungsanstalt (PVA): Pensionsversicherung
- Sozialversicherungsanstalt der Selbständigen (SVS): Kranken-, Pensions- und Unfallversicherung
- Versicherungsanstalt öffentlich Bediensteter, Eisenbahnen und Bergbau (BVAEB): Kranken-, Pensions- und Unfallversicherung
- Allgemeine Unfallversicherungsanstalt (AUVA): Unfallversicherung[2]

Der Dachverband der Sozialversicherungsträger entstand im Jahr 1948 gesetzlich als Hauptverband der Sozialversicherungsträger, später Hauptverband der österreichischen Sozialversicherungsträger und führt seit 1. Jänner 2020 die aktuelle Bezeichnung.

## Aufgaben und rechtliche Basis
Der Dachverband ist durch das Allgemeine Sozialversicherungsgesetz (ASVG) eingerichtet, in dem auch seine wichtigsten Aufgaben festgelegt sind.
Der Dachverband spielt eine zentrale Rolle bei:
- der Wahrnehmung trägerübergreifender Verwaltungsaufgaben im Bereich der Sozialversicherung,
- der Beschlussfassung von Richtlinien zur Förderung der Zweckmäßigkeit und Einheitlichkeit der Vollzugspraxis der Sozialversicherungsträger und
- der Koordination der Vollziehungstätigkeit der Sozialversicherungsträger.

### Allgemeine Verbandsaufgaben
Zu den Aufgaben des Dachverbandes für die einzelnen Versicherungsträger gehören
- das Führen einer gemeinsamen EDV-Anlage (seit 1972) und einer Verwaltung jener Datenbestände, die für die Sozialversicherungsträger gemeinsam wichtig sind (zentrale Partnerverwaltung ZPV)
- Führung eines elektronischen signaturfähigen Verwaltungssystems, dessen Bestandteil die e-card ist
- Gemäß § 30c Abs. 1 Z 8 ASVG, §§ 31a ff. ASVG (elektronisches Verwaltungssystem – ELSY) zählt die Herausgabe der e-card zu den Hauptaufgaben. Sie gilt als Schlüsselkarte für zahlreiche Anwendungen im Gesundheitssystem und als europäische Krankenversicherungskarte (EKVK) für den Zugang zu Gesundheitssystemen in der EU und gleichgestellten Staaten des europäischen Wirtschaftsraumes
- Weiterleitung von Melde- und Abrechnungsdaten („Datendrehscheibe Hauptverband“) für Sozialversicherungsträger, Krankenanstalten, Vertragspartner, Dienstgeber, Arbeitsmarktservice; Vergabe von Sozialversicherungsnummern; Auskünfte an Gerichte und Behörden aufgrund gesetzlicher Vorgaben wie z. B. die Mitwirkung an den Volkszählungen
- der Abschluss der Gesamtverträge für die Sozialversicherungsträger mit den jeweiligen Standesvertretungen über ärztliche Behandlung, Mutter-Kind-Pass-Leistungen, Arbeitsmedizin, Vorsorgeuntersuchungen, Heilmittelversorgung, Psychotherapie usw.
- Die Herausgabe eines Erstattungskodex der Sozialversicherung für die Abgabe von Arzneispezialitäten auf Rechnung eines Sozialversicherungsträgers im niedergelassenen Bereich. Siehe hierzu § 30b Abs. 1 Z 4 ASVG.
- das Aufstellen von Richtlinien für die einheitliche Durchführung der Gesetze durch die Sozialversicherungsträger, Formularwesen
- Controlling, Kennzahlenvergleiche
- Gesetzesbegutachtungen
- Auskünfte an Gerichte und Behörden aufgrund gesetzlicher Vorgaben wie z. B. die Mitwirkung an den Volkszählungen. Siehe hierzu: § 30c Abs. 1 Z 2 lit. b ASVG (Auskünfte).
- Vertretung der Sozialversicherungsträger in grundsätzlichen Angelegenheiten und als zwischenstaatliche Verbindungsstelle gegenüber dem Ausland
- Genehmigung von Bauvorhaben
- Ausbildung von Fachpersonal für die Sozialversicherungsträger
- Verhandlung von Kollektivverträgen betreffend Angestellte und Arbeiter, Ärzte und Dentisten in Einrichtungen der Sozialversicherungsträger. Rund 27.000 Menschen arbeiten in Österreich auf Grundlage von drei Dienstordnungen und des Pensionskassen-Kollektivvertrages.
- Laut § 30c Abs. 1 Z 5 ASVG ist der Dachverband der Sozialversicherungsträger ebenfalls für die Herausgabe der Zeitschrift Soziale Sicherheit verantwortlich. Sie wird seit 1948 publiziert und ist auch elektronisch in der Nationalbibliothek einsehbar.

## Organisation
Der Dachverband ist eine juristische Person öffentlichen Rechts. Er wird nach dem Prinzip „von Versicherten für Versicherte“ in Selbstverwaltung von Versicherungsvertretern geführt. Diese Organisationsform hat eine Grundlage in Art. 120a des österreichischen Bundesverfassungsgesetzes. Aus dem Kreis der Mitglieder der Versichertengemeinschaft werden Organe gebildet, die sogenannten Selbstverwaltungskörper.
Der Dachverband verfügt über zwei Selbstverwaltungskörper:
- ein geschäftsführendes Organ: die Konferenz der Sozialversicherungsträger
- ein kontrollierendes Organ: die Hauptversammlung der Sozialversicherungsträger

### Die Konferenz der Sozialversicherungsträger
Die Konferenz der Sozialversicherungsträger besteht aus zehn Mitgliedern:
- den Obmännern bzw. Obfrauen der fünf Sozialversicherungsträger sowie
- den jeweiligen Stellvertretern der Obmänner bzw. Obfrauen.

Die zehn Mitglieder der Konferenz wählen zwei Vorsitzende aus ihrer Mitte, die den Vorsitz abwechselnd jeweils für ein halbes Jahr führen. In der aktuellen Funktionsperiode (Januar 2025 bis Dezember 2029) ist das jeweils abwechselnd
- Claudia Neumayer-Stickler (Stellvertretende Vorsitzende des Verwaltungsrates der AUVA) für das erste Halbjahr und
- für das zweite Halbjahr Peter McDonald (Vorsitzender des Verwaltungsrates der ÖGK).

Die Konferenz der Sozialversicherungsträger vertritt den Dachverband nach außen. Sie erfüllt alle Aufgaben, die nicht ausdrücklich der Hauptversammlung zugewiesen sind (Generalkompetenz). Dazu gehört u. a.
- der Beschluss der Satzung des Dachverbandes,
- der Beschluss der Muster-Satzung für die Träger,
- der Beschluss von Richtlinien, die für alle Sozialversicherungsträger gelten,
- der Beschluss von verbindlichen Zielen (strategisch, operativ und finanziell) und die Überprüfung der Umsetzung und
- die Erstellung des Jahresvoranschlags, der in Folge der Hauptversammlung zur endgültigen Beschlussfassung vorgelegt wird.

Außerdem beschließt sie Projekte, vergibt Aufträge und trifft Personalentscheidungen. Die Konferenz tagt üblicherweise einmal im Monat.

### Vorsitzende der Konferenz der Sozialversicherungsträger im Dachverband der Sozialversicherungsträger
Dachverband der Sozialversicherungsträger:
2020 bis 2023: Peter Lehner (1. Halbjahr) und Ingrid Reischl (2. Halbjahr)
2023 bis 2025: Peter Lehner (1. Halbjahr) und Andreas Huss (2. Halbjahr) Seit 29. Jänner 2025: Claudia Neumayer-Stickler (1. Halbjahr) und Peter McDonald (2. Halbjahr)
Ehemalige Präsidenten und Vorstandsvorsitzende des Hauptverbandes der österreichischen Sozialversicherungsträger sind im entsprechenden Artikel gelistet.

### Die Hauptversammlung der Sozialversicherungsträger
Die Hauptversammlung ist das kontrollierende Organ des Dachverbandes und besteht aus 21 Mitgliedern.
Mitglieder der Hauptversammlung sind
- die vorsitzführenden Obmänner bzw. Obfrauen in den Verwaltungsräten der Sozialversicherungsträger und
- die Vorsitzenden und ihre Stellvertreter der Hauptversammlungen der Sozialversicherungsträger.

Personen, die diesen Gruppen angehören haben ein Stimmrecht in der Hauptversammlung.
Mitglieder der Hauptversammlung sind außerdem
- drei Vertreter der Seniorenverbände und
- drei Vertreter der Behindertenorganisationen.

Mitglieder dieser Gruppen haben kein Stimmrecht in der Hauptversammlung.
Die Vorsitzenden der Hauptversammlung kommen jeweils aus demselben Träger wie die Vorsitzenden der Konferenz der Sozialversicherungsträger. In der aktuellen Funktionsperiode werden deshalb der Vorsitzende der Hauptversammlung und dessen Stellvertreter im ersten Halbjahr aus der AUVA entsendet, und im zweiten Halbjahr aus der ÖGK.
Die Hauptversammlung hat drei wichtige Aufgaben:
- Sie beschließt den von der Konferenz vorgelegten Jahresvoranschlag.
- Sie wählt die beeideten Wirtschaftsprüfer für die Prüfung des Rechnungsabschlusses und genehmigt diesen.
- Sie entlastet sie die Konferenz.

Die Hauptversammlung tagt zumindest zwei Mal pro Jahr.

### Büroleitung
Die Büroleitung des Dachverbandes der Sozialversicherungsträger besteht aus einem Büroleiter und einem stellvertretenden Büroleiter. Die Konferenz der Sozialversicherungsträger überträgt der Büroleitung die laufende Geschäftsführung.
Es werden u. a. folgende Aufgaben wahrgenommen:
- Laufende Verwaltungsgeschäfte, soweit im Einzelfall das Eineinhalbfache des für das jeweilige Jahr festgesetzten Schwellenwertes für Dienstleistungen nach § 12 Abs. 1 Z 1 BVerG 2018 nicht überschritten wird (im Jahr 2025: 214.500 Euro)
- Personalangelegenheiten, sofern sie nicht direkt von der Konferenz wahrgenommen werden
- die Einleitung und Betreibung von Verfahren bei Gerichten und Verwaltungsbehörden sowie die Wahrnehmung der Parteistellung, ausgenommen Verfahren vor dem Verfassungsgerichtshof
- die Abgabe von Stellungnahmen in Begutachtungsverfahren
- die Vertretung des Dachverbandes nach außen in jenen Angelegenheiten, die nicht der Beschlussfassung der Konferenz oder der Hauptversammlung bedürfen
- die Erteilung von Zeichnungs- und Verfügungsberechtigungen im Bankverkehr im Einvernehmen mit dem Vorsitzenden der Konferenz für bereits freigegebene Beträge
- die Auftragserteilung zur Einschautätigkeit der Innenrevision sowie die Genehmigung der Einschaupläne
- die Nachschaffung von Gegenständen und Materialien, die zur Aufrechterhaltung einer kontinuierlichen Betriebsführung erforderlich sind
- die Vergabe notwendiger wiederkehrender Aufträge zur Sicherstellung eines reibungslosen Betriebsablaufes und zur Aufrechterhaltung der Betriebssicherheit
- Änderungen des Erstattungskodex und Vereinbarung von Medikamentenpreisen
- Geld- und Kapitalmarktdispositionen zur Verwaltung der finanziellen Gebarung des Dachverbandes und der von ihm zu verwaltenden Fonds im Einvernehmen mit dem Vorsitzenden der Konferenz und dessen Stellvertreter/Stellvertreterin.

### Büroleiter des Dachverbandes der Sozialversicherungsträger
Büroleiter des Dachverbandes der Sozialversicherungsträger:
1. Jänner 2020 – 14. Juli 2022: Martin Brunninger (2019 bereits für die Übergangszeit bestellt ab 1. Juli 2019, § 538z Abs. 7 Z 1 ASVG); sein Stellvertreter war Alexander Burz, der nach dem Ausscheiden Brunningers auch bis Ende Juni 2023 die Funktion des Büroleiters übernahm.
ab 1. Juli 2023: Jan Pazourek (bestellt am 22. März 2023); als sein Stellvertreter wurde Alexander Burz bestätigt.
Ehemalige Generaldirektoren des Hauptverbandes der österreichischen Sozialversicherungsträger sind im Artikel des Hauptverbandes angeführt.

### Prinzip der Selbstverwaltung
Ziel der Selbstverwaltung ist es, die Leistungserbringung innerhalb eines gesetzlichen Rahmens durch die betroffenen Personengruppen selbst zu organisieren. Da die Personengruppen von den Leistungen profitieren, diese selbst bezahlen und damit die Aufgaben im ausschließlichen oder überwiegenden Interesse der Versichertengemeinschaft liegen, haben sie auch ein großes Interesse am sinnvollen und sparsamen Einsatz der zur Verfügung stehenden Mittel.
In einem selbstverwalteten System überträgt der Bund deshalb Aufgaben, die er grundsätzlich auch selbst durchführen könnte, an per Gesetz geschaffene Organisationen wie die Sozialversicherungsträger und den Dachverband der Sozialversicherungsträger.
Die Versicherungsvertreter, das sind die Mitglieder der Selbstverwaltungskörper der Sozialversicherungsträger und des Dachverbandes, werden durch die Interessenvertretungen der Dienstnehmer und Dienstgeber entsendet. Die demokratische Legitimation der Selbstverwaltung ist durch die Entsendung der Mitglieder aufgrund von Wahlergebnissen in den Kammern (Arbeiterkammern, Wirtschaftskammern und Landwirtschaftskammern) gewährleistet. Die Funktionsperiode der Selbstverwaltungskörper der Sozialversicherungsträger und des Dachverbandes beträgt jeweils fünf Jahre (aktuell 2025 bis 2029).
Innerhalb des eigenen Wirkungsbereichs können die Sozialversicherungsträger und der Dachverband ihre gesetzlich festgelegten Aufgaben weisungsfrei von staatlichen Verwaltungsorganen durchführen.
Wenn die Sozialversicherungsträger oder der Dachverband der Sozialversicherungsträger Agenden und Tätigkeiten im übertragenen Wirkungsbereich für andere Institutionen (z. B. den Bund) übernehmen, unterliegen sie jedoch einem Weisungsrecht der zuständigen staatlichen Behörde (z. B. mittelbare Bundesverwaltung).

### Aufsicht
Die Verfassung sieht auch ein Aufsichtsrecht des Bundes über die selbstverwalteten Organisationen vor. Aufsichtsbehörden sind das Bundesministerium für Soziales, Gesundheit, Pflege und Konsumentenschutz und das Bundesministerium für Finanzen.

## Gründung
Der Dachverband in seiner heutigen Form ist durch das Sozialversicherungs-Organisationsgesetz SV-OG entstanden, mit dem die Neuorganisation der Sozialversicherungsträger und seiner Dachorganisation per 1. Jänner 2020 beschlossen wurde. Die Vorgängerorganisation des Dachverbandes der Sozialversicherungsträger war jene des Hauptverbandes der österreichischen Sozialversicherungsträger. Es fand mit 2020 zwar eine tiefgreifende Organisationsumstellung und ein Namenswechsel statt, die Rechtsperson (nach den Gesetzesmaterialien „institutionelle Infrastruktur“) blieb jedoch dieselbe, damit blieben auch alle Rechtsbeziehungen automatisch vorerst weiter bestehen.

## Bürogebäude

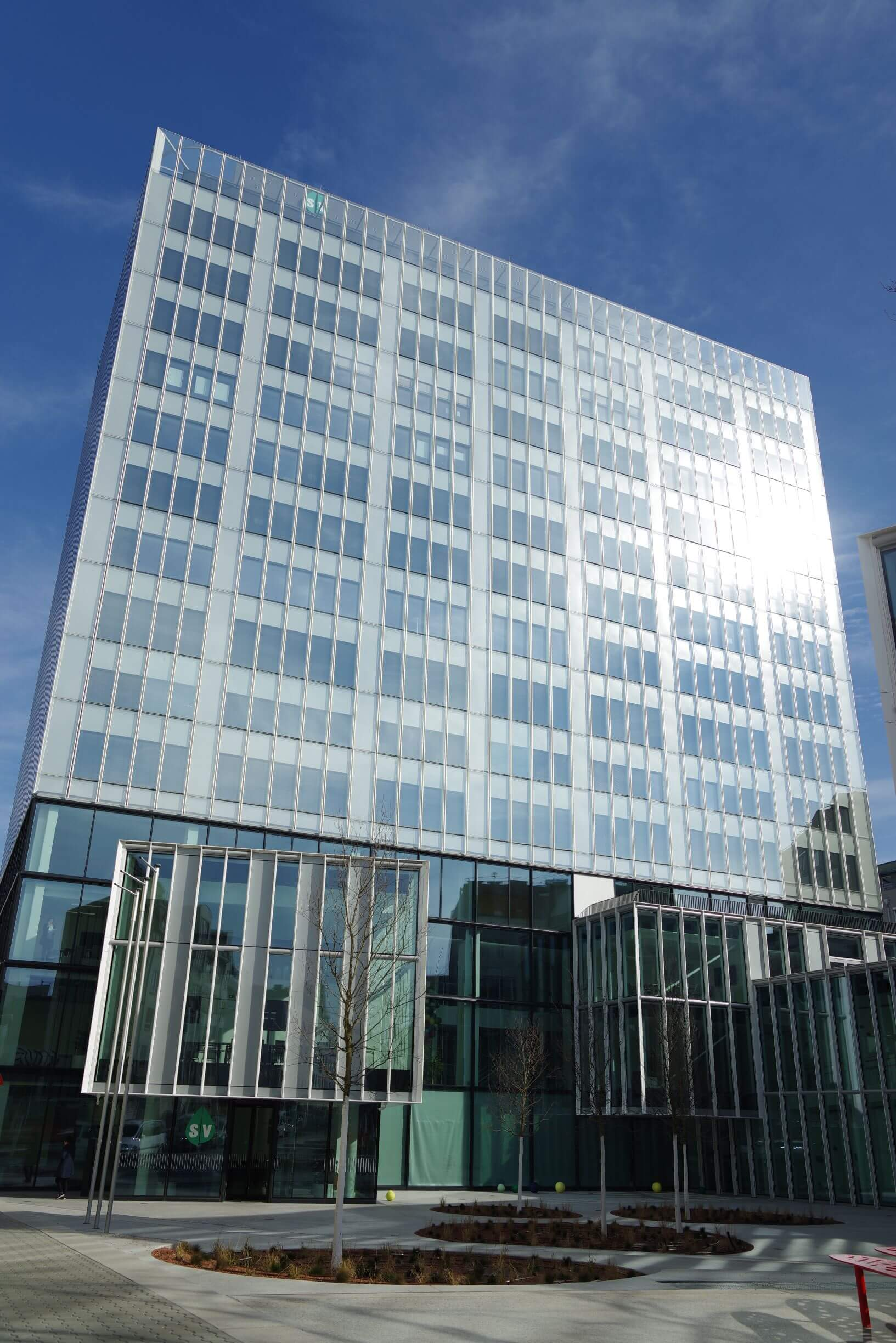
Dachverband der Sozialversicherungsträger Bürogebäude

Das Bürogebäude des Dachverbandes befindet sich in der Kundmanngasse 21 im dritten Wiener Gemeindebezirk. Es wurde 2019 nach einer Generalsanierung wiedereröffnet. Aus den im Wettbewerb eingereichten 65 Projekten ging das Architektenbüro Chaix & Morel et associeés aus Paris als Sieger hervor. Das Gebäude erhielt eine helle Fassade, die auch das nördlich davon liegende Wittgenstein-Haus besser berücksichtigt.

## Publikationen
Der Dachverband der Sozialversicherungsträger hat den gesetzlichen Auftrag zur Herausgabe der Fachzeitschrift „Soziale Sicherheit“. Die Jahrgänge dieser Zeitschrift ab ihrer Gründung 1948 sind im Angebot der Österreichischen Nationalbibliothek im Internet abrufbar, die jüngeren Ausgaben auch auf der Homepage des Dachverbandes und in der Zeitschriftensammlung der Rechtsdatenbank des Manz-Verlags (ab 1978).
Rechtsvorschriften, die vom Dachverband erlassen werden, werden einschließlich ihrer Änderungen in ihrer verbindlichen Fassung im Internet kundgemacht. Die Kundmachungen sind in der Dokumentation des österreichischen Sozialversicherungsrechts SozDok sowie unter ris.bka.gv.at im Internet in ihrer jeweils geltenden Fassung (auch in früheren Fassungen) abrufbar.
Auch die Gesamtverträge, die der Dachverband der Sozialversicherungsträger mit Interessenvertretungen (Kammern) der Ärzte, Zahnärzte, Apotheker, Hebammen, Psychologen, Optiker, Bandagisten, medizinischen Institute, Krankenanstalten und anderen Berufsgruppen der Gesundheitsberufe abschließt, werden im Internet veröffentlicht.